# Мошин Олександр Федорович
Олександр Федорович Мошин (28 серпня 1917, Владимирська область — 13 липня 1943, Орловська область) — радянський льотчик-випробувач і льотчик-ас винищувальної авіації. Гвардії капітан.

## Біографія
Народився 28 серпня 1917 року в селі Калита нині В'язниківського району Владимирської області у родині робітника. Росіянин. З 1925 року жив у місті В'язники. У 1931 закінчив 7 класів середньої школи, в 1933 — школу фабрично-заводського учнівства, в 1935 — 2 курси В'язниківського текстильного технікуму. Одночасно з навчанням у 1933—1935 роках працював заправником на взуттєвій фабриці «Червоний Жовтень».
У Червоній Армії із серпня 1935 року. У 1938 році закінчив 11-ю Ворошиловградську військову авіаційну школу льотчиків імені Пролетаріату Донбасу. Служив у стройових частинах ВПС пілотом та начальником парашутно-десантної служби авіаційної ескадрильї.
Учасник боїв на річці Халхин-Гол із 16 червня 1939 року. Воював на винищувачі І-16. У перші дні конфлікту воював у складі 70-го та 22-го винищувальних авіаційних полків, потім — в ескадрильї капітана В. П. Кустова 56-го винищувального авіаційного полку. У повітряному бою 4 серпня 1939 року тараном збив японський винищувач І-97, посадивши після цього свій літак на аеродром. Усього в небі Монголії лейтенант О. Ф. Мошин збив особисто 1 і в групі 3 японських літаки (у літературі є суттєві розбіжності про кількість перемог О. Ф. Мошина на Халхин-Голі: 2 особисті та 3 групові, 1 особиста і 5 групових). 1 вересня 1939 року в повітряному бою було поранено, покинув літак із парашутом і відправлений на Батьківщину.
Указом Президії Верховної Ради СРСР від 29 серпня 1939 року за мужність і героїзм, виявлені й під час військового та міжнародного обов'язку лейтенанту Мошину Олександру Федоровичу надано звання Героя Радянського Союзу з врученням ордена Леніна. Після заснування відзнаки йому було вручено медаль «Золота Зірка» № 145.
Старший лейтенант Мошин брав участь у радянсько-фінській війні 1939—1940 років. Був заступником командира ескадрильї 38-го та 7-го винищувальних авіаційних полків. Здобув 1 особисту перемогу, збивши в повітряному бою 7 березня 1940 фінський бомбардувальник Bristol Blenheim.
З вересня 1940 року до лютого 1941 року навчався у Військово-повітряній академії. З 6 березня 1941 року — на випробувальній роботі в НДІ ВПС .
На фронтах Німецько-радянської війни з 7 липня 1941 року. Був командиром ланки 402-го винищувального авіаційного полку особливого призначення ВПС Північно-Західного фронту, сформованого з-поміж льотчиків-випробувачів. Воював на винищувачі МіГ-3. У серпні 1941 року відкликаний з фронту і повернутий на льотно-випробувальну роботу.
8 серпня 1942 року призначений заступником командира ескадрильї 51-го винищувального авіаційного полку до ВПС Забайкальського військового округу. Член ВКП(б) із 1942 року.
З листопада 1942 — знову на фронті, командир ескадрильї 32-го гвардійського винищувального авіаційного полку на Калінінському, Північно-Західному і Брянському фронтах. На винищувачах Як-1 і Ла-5 гвардії капітан Мошин О. Ф. здійснив 40 бойових вильотів, провів 29 повітряних боїв, збив особисто 4 літаки супротивника.
13 липня 1943 року загинув у повітряному бою на Курській дузі біля селища Матвіївський Залєгощенського району Орловської області. Обставини загибелі Героя залишилися таємницею — його останній бій був в умовах сильної хмарності і єдиний співслужбовець, який бачив його загибель, згадував, що в якийсь момент літак Мошина «вивалився» з хмар і врізався в землю, але що стало причиною цього — встановити після вибуху машини при ударі об землю не було змоги.
На трьох війнах, у яких боровся Олександр Мошин, він за підтвердженими даними збив особисто 6 та у групі 3 ворожих літаків. У літературі іноді вказується і більша кількість перемог.
Похований біля села Студенець Орловської області.
Ім'я героя назвали вулицю в місті В'язники, там же встановлено меморіальну дошку. Ще одна меморіальна дошка встановлена в місті Щолкове Московської області (колишнє військове селище Чкаловське).

## Нагороди
- Герой Радянського Союзу (29.08.1939)
- Леніна (29.08.1939)
- Орден Червоного Прапора (21.04.1940)
- Орден Вітчизняної війни 1-го ступеня (31.07.1943, посмертно)